# ناحیه قجال
ناحیه قجال (به عربی: دائرة قجال) یک ناحیه در الجزایر است که در استان سطیف واقع شده‌است.